# Codex Diplomaticus Warmiensis

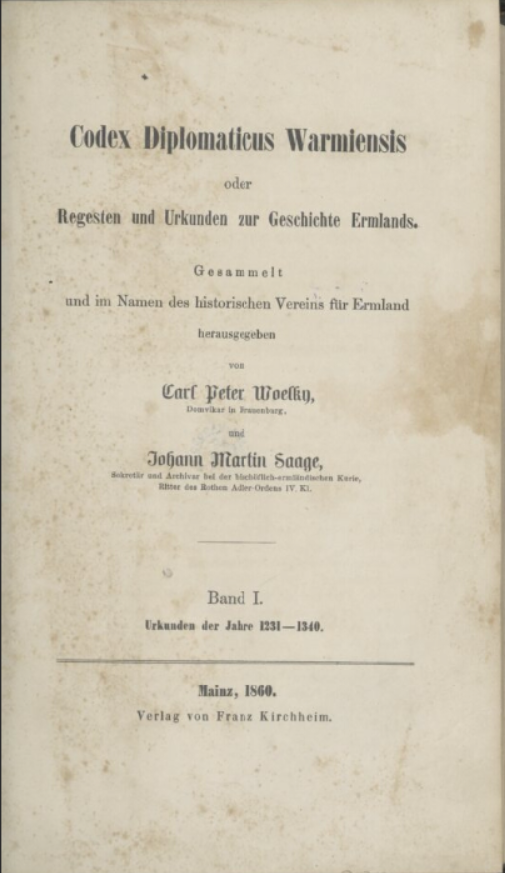
Titelseite des Codex Diplomaticus Warmiensis, Band 1 von 1860

Der Codex Diplomaticus Warmiensis oder Quellensammlung zur Geschichte Ermlands ist eine Sammlung der Urkunden, Chroniken und sonstigen Quellen zur Geschichte des Ordensstaates und des Fürstbistums Ermland.
Die Sammlung erschien in 4 Bänden (1860–1935) und wurde herausgegeben von Carl Peter Woelky und anderen im Namen des Historischen Vereins für Ermland. Die Sammlung ist Teil der Reihe Monumenta Historiae Warmiensis.
Das Werk ist ein Hilfsmittel für die orts- und heimatgeschichtliche Forschung zur Geschichte des Ermlands und umfasst vier Bände:
- Carl Peter Woelky, Johann Martin Saage (Hrsg.): Band 1: Urkunden der Jahre 1231–1340, Mainz 1860
- Carl Peter Woelky, Johann Martin Saage (Hrsg.): Band 2: Urkunden der Jahre 1241–1375 nebst Nachträgen von 1240–1340, Mainz 1864
- Carl Peter Woelky (Hrsg.): Band 3: Urkunden der Jahre 1376–1424 nebst Nachträgen, Braunsberg u. Leipzig 1874.
- Victor Röhrich, Franz Lietdke, Hans Schmauch (Hrsg.): Band 4: Urkunden der Jahre 1424–1435 und Nachträge, Braunsberg 1935